# Mogielnica
Mogielnica ist eine Stadt im Powiat Grójecki der Woiwodschaft Masowien in Polen. Sie hat etwa 2200 Einwohner und ist Sitz der gleichnamigen Stadt-und-Land-Gemeinde.

## Geschichte
In der Zeit der deutschen Besatzung nach dem Überfall auf Polen wurde in Mogielnica ein Ghetto eingerichtet.

## Gemeinde
Zur Stadt-und-Land-Gemeinde (gmina miejsko-wiejska) gehören neben der Stadt Mogielnica 37 Dörfer mit Schulzenämtern (sołectwa).

## Persönlichkeiten
- Dariusz Bąk (* 1958), polnischer Politiker (PiS) und seit 2007 Abgeordneter des Sejm.